# 법동군 사회안전부
법동군 사회안전부(法洞郡 社會安全部)는 강원도 법동군에 위치한 경찰서이다. 관할 구역은 법동군 전역이다.